# 925 a.C.
Il 925 a.C. (CMXXV a.C. in numeri romani) è un anno  del X secolo a.C.

## Morti
- Suhis II, re di Karkemiš.